# Аристотель и Кампаспа

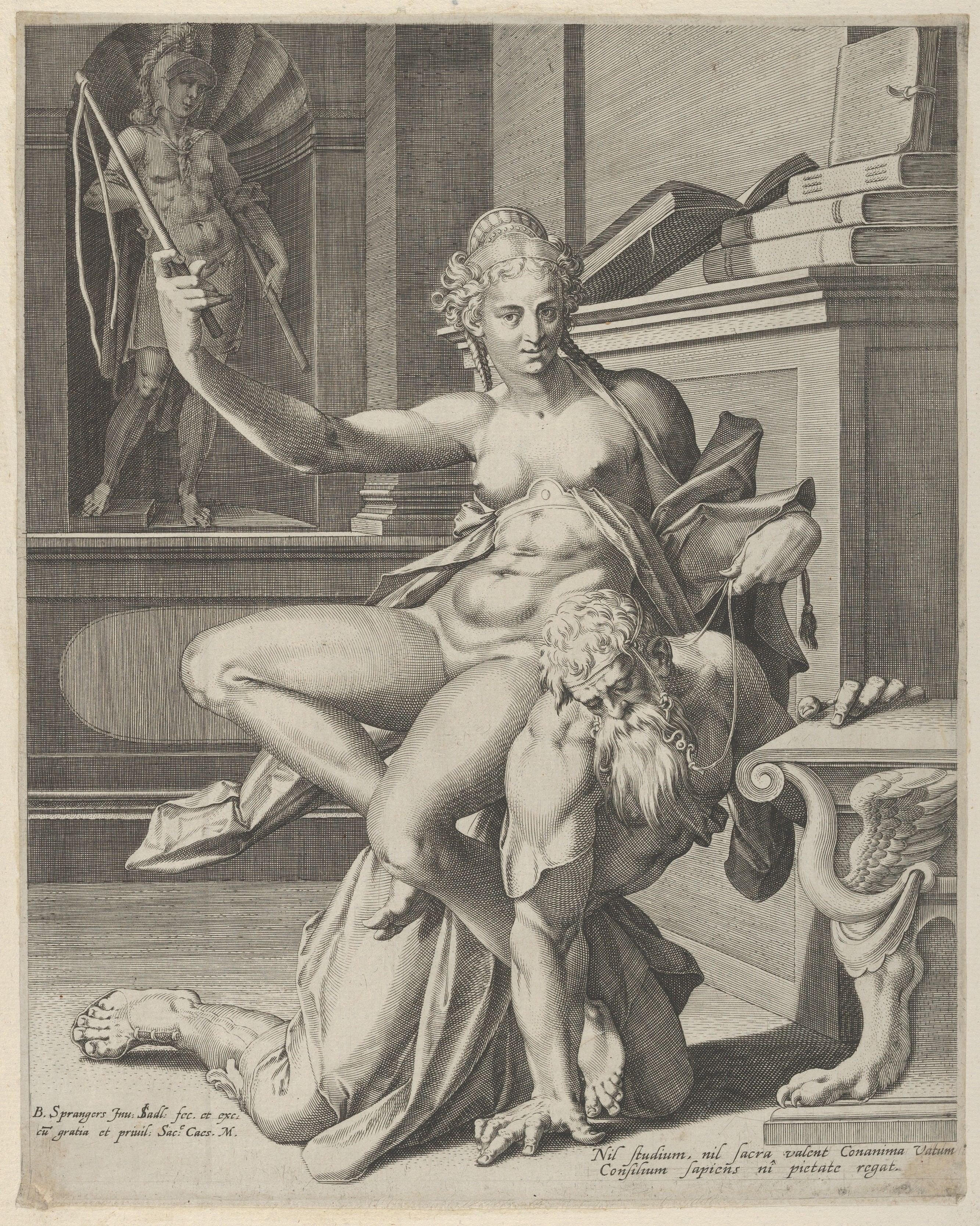
Бартоломеус Спрангер. Филлида и Аристотель. 1590-е. Гравюра резцом на меди

Аристо́тель и Кампа́спа (Аристотель и Филлида) — средневековая легенда и, впоследствии, популярный сюжет западноевропейского изобразительного искусства, обыгрывающий и высмеивающий подчинение мужчины женщине.

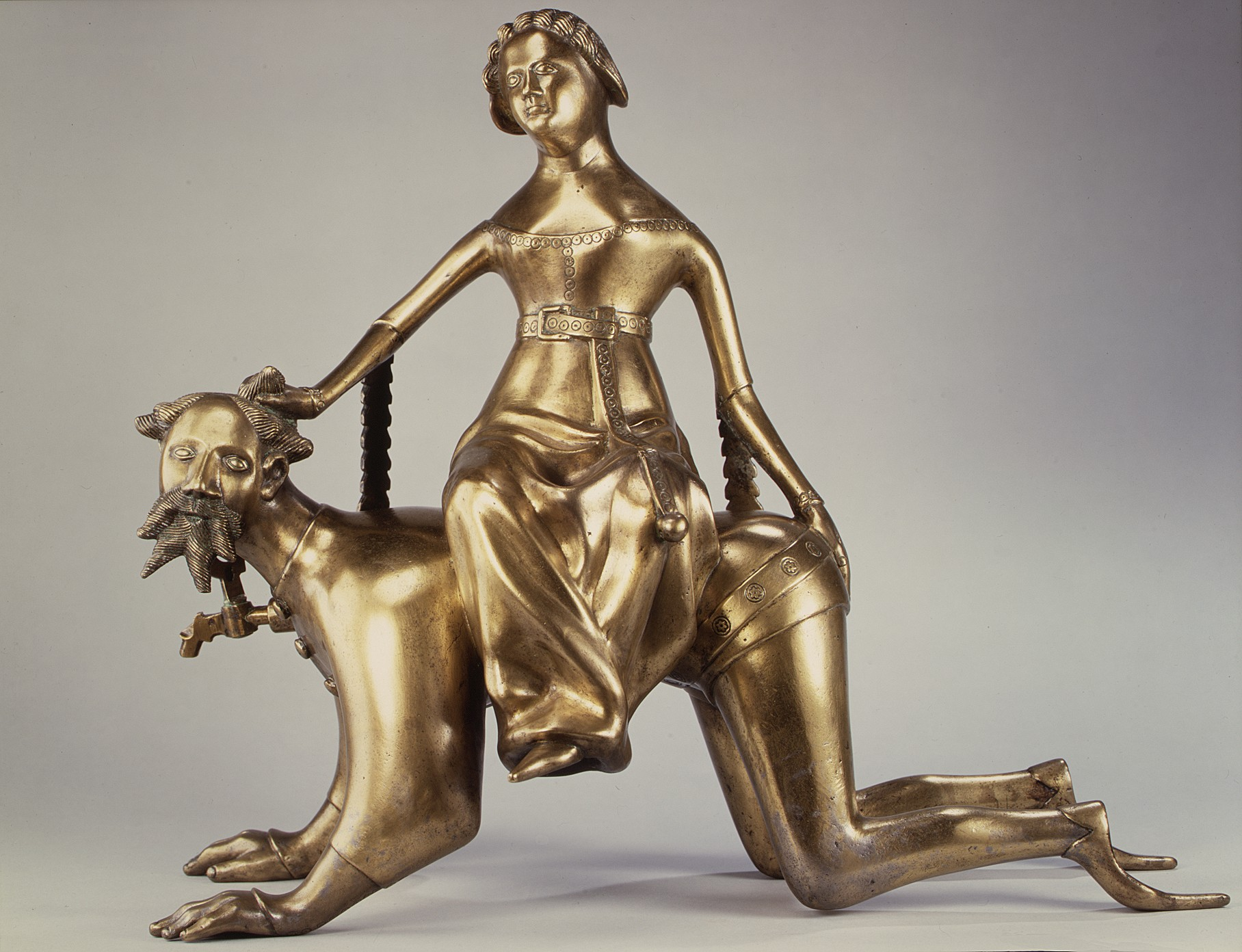
Филлида и Аристотель.Конец XIV или начало XV века. Акваманил

Согласно легенде, записанной в 1189 году священником церкви Нотр-Дам в Руане Анри де Андели, юный Александр Македонский был увлечен гетерой по имени Филлида (или Кампаспа) и попал под её влияние. Это беспокоило наставника Александра — великого греческого философа Аристотеля. Он решился поговорить с Кампаспой напрямую и попросил её оставить Александра. Она согласилась, но при условии, что философ даст ей себя оседлать. Аристотель был вынужден согласиться. В таком виде их застал Александр: его наставник ползал на четвереньках, а на его спине восседала весёлая гетера. Аристотель обратился к изумлённому ученику: «Вот видишь, если она такое вытворяет со мной, старым, умудрённым человеком, то представляешь, во что она может превратить тебя». Это убедило Александра оставить Кампаспу.
Примечательно, что это вторая известная легенда о Кампаспе — первая повествует о том, как Александр «подарил» свою наложницу влюбленному в неё художнику Апеллесу.
Среди ранних текстов — Лэ об Аристотеле (1220 год).